# Hockey op de Gemenebestspelen 1998
Hockey is een van de sporten die beoefend werden op de Gemenebestspelen 1998 in het Bukit Jalil Stadium in Kuala Lumpur, Maleisië. Het toernooi liep van 9 tot en met 20 september.

## Medaillewinnaars
| Discipline | Goud      | Zilver   | Brons         |
| ---------- | --------- | -------- | ------------- |
| Mannen     | Australië | Maleisië | Engeland      |
| Vrouwen    | Australië | Engeland | Nieuw-Zeeland |

Kuala Lumpur 1998 (mannen, vrouwen) · 
Manchester 2002 (mannen, vrouwen) · 
Melbourne 2006 (mannen, vrouwen) · 
Delhi 2010 (mannen, vrouwen) · 
Glasgow 2014 (mannen, vrouwen)
Atletiek · Badminton · Boksen · Bowlen  · Bowls  · Cricket · Gewichtheffen · Gymnastiek · Hockey · Netball · Rugby sevens · Schietsport · Schoonspringen · Squash · Synchroonzwemmen · Wielersport · Worstelen · Zwemmen